# ダブルクロス The 3rd Edition リプレイ・ジェネシス
「ダブルクロス The 3rd Edition リプレイ・ジェネシス」とは、伊藤和幸によるダブルクロスのリプレイ作品。イラストは亜沙美。『ダブルクロス』第3版である『ダブルクロス The 3rd Edition』を使用したリプレイ作品である。

## 概略
このリプレイは『ダブルクロス』第三版である『ダブルクロス The 3rd Edition』での初のリプレイ作品である。
リプレイの開始時点では第三版はまだ正式発行前のベータ版の状態であり、2巻において発行されたルールブックを用いてリビルドが行われている。
情勢が変化した世界観で「ダブルクロス」をどう遊ぶか、というデモンストレーションの側面を持っているリプレイである。

## あらすじ
日本のとある場所にある片田舎・綾間市。両親を早くに亡くした女子高生・敷島あやめは兄と共に暮らしていた。
彼女と同じ学校に通うUGNチルドレン・陸原コウは、エージェントであるパートナー・陸原瞳と二人、綾間市で起こるオーヴァード絡みの事件に対処していた。
そんなある日のこと、綾間市で連続爆殺事件が起きる。この事件がオーヴァードによるものと踏んだコウと瞳は調査に乗り出すが、その矢先、事件に巻き込まれて死亡したあやめが新たなオーヴァードとして目覚める。
同じ頃、UGNイリーガルとしての顔を持つ弁護士・神月正義は、事件の容疑者として逮捕された友人を救うべく調査を開始。
オーヴァードとして蘇生したあやめ、UGNとして動くコウと瞳、そして神月の四人は、徐々に明らかになる過去の出来事や秘密に迫りながら、日常を守るために戦うこととなる。

## 登場人物

### プレイヤー・キャラクター
並びはMission 01のPC番号順。なお、DロイスはMission 03（瞳のみMission 04）から導入された。
陸原コウ（りくはら コウ、プレイヤー：矢野俊策）
- コードネーム:降魔の爪（メメントモリ）
- シンドローム:キュマイラ/サラマンダー/ブラム=ストーカー
- ワークス/カヴァー:UGNチルドレンA/高校生
- Dロイス:業師

綾間市に滞在している霧谷直属のUGNチルドレン。過去の記憶がほとんどない。戦闘タイプのオーヴァードで、幼少期から訓練を繰り返して来たため、感情の機微に疎く、自身の日常についても頓着していない。反面、一般人は守るものだという認識が強く、ほとんどの事件を内密に処理する。
表の顔は高校生だが、授業に興味がないため窓際で外を眺めるのが日課。サラマンダーシンドロームの影響で気温の変化に敏感なため、年中冬服とマフラーを着用している。そのため、校内ではちょっとした有名人。また、リプレイ序盤でのあやめの爆弾発言から、以降彼女との仲を取りざたされていた。
戦闘時は右腕を変化させて攻撃を行う。Episode 04で「完全獣化」を取得し、以後は異形の騎士のような姿に変わる。血液を燃焼させ、あるいは敵の血液を奪い取るなどの特攻じみた戦闘スタイルを取る。なお、4人の中で一度も暴走した事がない。
Mission 03までは綾間市に支部が存在しなかったため、瞳とのコンビで活動しており、新設以降はそこに所属している。
その過去については謎が多かったが、Episode 07で全貌が明らかとなる。それは、幼少期にレネゲイドを制御できず、暴走していたために両親に見放され、起源種を求めていた"ドクター"に売り飛ばされた、というものだった。その後彼は起源種として覚醒せず、カイン共々遺棄された所をUGNに保護され、チルドレンとなった。二度にわたる精神的ショックのために人格が崩壊しており、現在の「陸原コウ」というパーソナリティは、チルドレンとして作り上げた仮面に近い。
Mission 07でそれを知ってからは精神的に不安定となり、"ドクター"を打倒した後もその状態が続いていた。しかし、Mission 08でカインの示した問いへの答えを見出したことで立ち直り、決戦に臨む。
全てが終わった後はUGNを脱退し、自分やカインと同じ犠牲者達を探して駆け廻っている。
敷島あやめ（しきしま あやめ、プレイヤー：藤井忍）
- コードネーム:アルテミス
- シンドローム:モルフェウス/ノイマン
- ワークス/カヴァー:高校生/高校生
- Dロイス:起源種

綾間市の高校に通う17歳の少女。おっとりした性格で押しに弱い。両親は幼少時に事故で他界しており、年の離れた兄・巧巳と二人暮らし。物語の開始時は純然たる一般人だったのだが、帰り道で偶然"ランペイジ"に遭遇し、殺害されてしまう。直後にオーヴァードとして蘇生したが、当人は再度の邂逅まで夢だと思っていた。
その後、コウ達から世界の真実について聞かされ、なし崩しに"ランペイジ"との戦いに参加。戦いの後は非日常から遠ざかっていたが、ドラッグ「ミスト」に関わる事件の中でFHに狙われ、再びコウ達と合流。事件解決後、UGNに志願し「アルテミス」のコードネームを与えられる。
戦闘時は千鳥との友情の証でもあるダブルクロスのペンダントを銃器に変換しての射撃戦闘を行う。またノイマンシンドロームの影響で頭の回転が早く、洞察力も高い。ただレネゲイドの制御は苦手らしく、しょっちゅう暴走している。
支部新設後はそこに所属し、3巻以降は1階のレストランでウェイトレスとしてアルバイトもしている。
3巻以降"ドクター"から狙われることとなる。その際、両親を亡くした事故の仕掛け人が"ドクター"本人であったことを知り、4巻での戦いでは自分の手で過去に決着をつけた。
コウに対して好意を抱いているが、その大半はチームとして行動するようになってからもなかなか認めてくれないことへの反発が大きい。
ロイス本来の意味である「人との繋がり」を重要視してロイスを結ぶ傾向がある。しかし、4巻ではそれがために倒れてもタイタスを切れない、という崖っぷちに立たされる羽目となった（Dロイスを除く6つの枠が友人、仲間、兄、カインで埋まっており、タイタスにする＝関係性を変えられる相手がいなかった。なお、この時は神月が蘇生エフェクトで援護したため事なきを得た）。
神月正義（かんづき せいぎ、プレイヤー：師走トオル）
- コードネーム:ジャスティス
- シンドローム:ソラリス/ソラリス
- ワークス/カヴァー:弁護士→UGN支部長/弁護士
- Dロイス:生還者

綾間市在住の弁護士。26歳。アメリカ帰りの敏腕で、帰国後は綾間市の事務所に所属している。裏の顔はUGNイリーガルで、とあるレネゲイド関連の事件を調査していた関係で協力するようになった。口癖は「私が正義だ」。なお"ジャスティス"のコードネームにはややもすると暴走しかかるほどの拘りがあり、そのため“正義”とは互いにライバル視しあっている。
自分なりの正義を成すために行動しており、そのために必要ならば手を汚すことも厭わない。よくも悪くも一本筋の通った性格だが、終盤では事件解決を優先するあまりに「私の正義に反する」として一般人を見捨てそうになったこともある。また、瞳の保護者でもあり、彼女に対してはかなり甘いが、猫状態は苦手。目標は彼女から「お父さん」と呼ばれることらしい。
戦闘では幻覚物質による精神攻撃を行う。恐ろしい事に幻覚にもかかわらず機械やミサイルにも通用する（ルール上は問題ないが）。また攻撃に先立ち、周囲の風景を幻覚で裁判所に変え、有罪判決を下すという演出を必ず行っており、2巻以降神月の攻撃は裁判所コンボと呼ばれている（ちなみに言いだしたのは本人）。このコンボはリプレイが進むごとに地裁→高裁→最高裁とランクアップして行き、Episode 07では国際司法裁判所、そしてEpisode 08では宇宙裁判所コンボにまで発展している。なお、有罪判決は本来弁護士ではなく検事が求めるものだが、リプレイ中では「細かいことは気にするな！」の一言で進めている。
元々はフリーの弁護士として活動しており、文子はその頃からの相棒だった。しかし、瞳の父親の事件を担当した際、レネゲイドの存在を否定したためにコンビを解消、悪徳弁護士としてすっぱ抜かれることになる。
Episode 03で霧谷からのオファーを受け、「瞳が小学校に通えるだけの人員増加」を条件に承諾。Episode 04で自身の事務所を開設し、綾間市支部長として活動することになる。決戦後はコウの離脱やUGNの組織ゆえの対応速度の鈍化を受け、「ジャスティスロイヤーズ」なる私設部隊の結成を目論んでいる。この部隊は2012年3月17日に発売されたサプリメント「レネゲイズアージ」において実装された。
「ジェネシス」におけるコメディリリーフ的な側面も持っており、彼の存在と突飛なキャラクター性が、リプレイの雰囲気が過剰に暗くなることを防いでいる。
陸原瞳（りくはら ひとみ、プレイヤー：鈴吹太郎）
- コードネーム:死の舞踏（ダンスマカブル）
- シンドローム:ハヌマーン/オルクス
- ワークス/カヴァー/UGNエージェント/謎の少女→小学生
- Dロイス:複製体

コウの相方を務める11歳の少女。チルドレンではなく、UGNと契約して活動するエージェント。幼少期、能力を恐れた父親に殺されかけた過去があり、その縁でUGNにスカウトされた。現在は神月の保護下で生活している。
感覚共有端末としてブチの白猫を使う。本人は年の割にませた所のある性格だが、猫を操作している時は語尾に「にゃ」がつく。またこの猫はかなり人間的な仕草が可能で、二足歩行や感情表現はもとより、チュッパチャップスを食べていたりする（師走いわく「猫の姿をした別の何か」）。
コウとは表向き兄妹ということになっており、「陸原」の苗字はそのため。ちなみに本名は不明。
大人びた言動や視点、価値観を持つが、本性は怖がり。戦闘も本来は苦手で、そのために支援系の能力を持っている……という設定だが、リプレイ中ではプレイヤーの鈴吹がリプレイ熟練者のためか、かなりの自信家的な一面が見られる。音波によるレネゲイド活性化や防御を担当する。
リプレイ前半は本人より猫の方が出番が多く、1巻でのクライマックスは両方とも猫で登場していた。ミドルフェイズでの判定支援やNPCとの会話もこなす、PCの中では縁の下の力持ち的存在。
Episode 03では小学校に通う事を嫌がっていたが、理由は「カヴァーが『謎の少女』じゃなくなる」という実に個人的（かつメタな）ものであった。

### ノン・プレイヤー・キャラクター（オーヴァード）
""内はその人物のコードネームである。
"ランペイジ"鷹木尚武（たかぎ しょうぶ）
- シンドローム:サラマンダー/ソラリス

綾間市を騒がせている連続爆殺事件の犯人。力に酔いしれてジャーム化しており、見かけた人間を手当たり次第に惨殺する。元々は地元の不良チームの一員だったが、オーヴァードとなった際にチームと敵対チームの全員を殺害している。
あやめを殺した張本人でもあり、1巻ではショッピングモール全体を巻き込む火災を起こしたが、コウによって焼き尽くされた。
"マニピュレーター"
- シンドローム:ブラックドッグ/ソラリス

FHエージェントの一人。レネゲイドを過剰に活性化させるドラッグ「ミスト」をばら撒いていた。その目的はレネゲイドの存在を世間に知らしめることだったが、コウ達によって察知され、計画は阻止された。
"リヴァイアサン"霧谷雄吾
- シンドローム:ソラリス/ソラリス

UGN日本支部支部長。あやめの訓練とコウからの定期報告のため、訓練施設に出向いていた。神月の縁から瞳を気にかけており、彼女が小学校に通うようになった時は感涙していた。
"エレクトロン"
- シンドローム:エンジェルハィロゥ/ブラッグドッグ

FHエージェントの一人。マスターレイス03´からの指令を受け、UGNの訓練施設を襲撃。その目的は賢者の石を奪取し、あやめに融合させることだったが、03´の目がそちらに向くことを嫌い、自身にそれを融合させて排除にかかる。駆け付けたコウ達と戦闘の末、焼き尽くされた。
"メンター"
- シンドローム:バロール/モルフェウス
- Eロイス:ありえざる存在:蝕む声/愚者の契約

訓練施設に保管されていた賢者の石が変質した姿。「ダブルクロス」の公式リプレイ初のEロイスを使用したエネミーであり、また初のレネゲイドビーイングでもある。過去の資格者達の意志に突き動かされ、新たな資格者であるあやめと融合しようと動く。しかし、日常に生きるあやめがそれを拒絶したため、綾間市や彼女の大切な者達を排除することで融合に踏み切らせようとしたが悉く失敗。追いつかれた先でコウ達と交戦し、破壊された。
"スレイヤー"矢儀虎之助（やぎ とらのすけ）
- シンドローム:エグザイル/オルクス/ブラム=ストーカー
- Dロイス:特異点
- Eロイス:殺戮衝動/唯我独尊/奈落の法則

FHイリーガルの一人である殺し屋。"カーネイジ"織戸静馬の弟子で、飄々とした物腰とは裏腹にかなりの実力者。骨を使っての戦闘を行う。荒吹病院の行方不明事件を追っていたジャーナリストを"ドクター"の依頼で抹殺したが、同行していた文子にその現場を撮影されたため、その命を狙っていた。しかし、仕事の直前にコウと接触した事がきっかけで作戦が瓦解し、神月によって断罪された。
ハンドアウト配布時、コウのプレイヤーの矢野が苗字の「矢儀」から「山羊」を連想したため、プレイヤーからは「ヤギトラ」としか呼ばれなかった。
"ドクター"荒吹章一郎（あらぶき しょういちろう）
- シンドローム:バロール/ノイマン
- Eロイス:堕落の誘い/妄念の姿:神速の鼓動

荒吹病院の院長を務めていた初老の男。元々は「プロジェクト・アダムカドモン」のためにFHから出向して来た科学者であり、マッドサイエンティストそのままの性格だった。後に変質したプロジェクトは解散したが、その時の目的である「究極のオーヴァード『アダム』」を生みだすためになお活動していた。その後は病院の院長を装いつつ、起源種と思しき子供達を拉致しており、コウやカイン、あやめもその被害者。時には入院患者を増やすために事故を仕組んだこともあり、あやめの両親はその犠牲となっている。
完全にジャームと化しており、アダムによって作りなおされる世界（今の世界）の人間に価値を見出していない。配下である6人の子供達にはそれぞれ七元徳に由来するコードネームをつけており、あやめを"愛"（ラブ）と呼んで自分の元に来るよう呼びかけた。
最終的には業を煮やして自ら戦いに赴いたがあやめの一射によって敗北。直後に現れたカインによって殺害された。
"希望"（ホープ）
"節制"（テンパランス）
"剛毅"（フォティチュード）
"信仰"（フェイス）
"思慮"（ブルーデンス）
"正義"（ジャスティス）
"ドクター"の配下にして、アダムの素材たる6人の起源種の子供達。シンドロームはそれぞれエンジェルハィロゥ/ハヌマーン、ブラックドッグ/ノイマン、キュマイラ/エグザイル、サラマンダー/バロール、ソラリス/ソラリス、ブラム=ストーカー/オルクス。
幼少期から"ドクター"に育てられたためか価値観が常軌を逸しており、アダムの素材となって消滅することに何の疑問も抱いていない。また、コウやカインを「失敗作」と呼んで蔑む。
最終的には失敗が続いたため"ドクター"に待機を命じられていたが、現れたカインによって全員抹殺された。
"マスターレイス03´"カイン・A・コードウェル
- シンドローム:キュマイラ/サラマンダー/ブラム=ストーカー
- Eロイス:虚実崩壊/妄念の姿×6（不老の身体/緑の鞭/完全なる世界/神速の鼓動/雷の槍/嵐の塔）

あやめのクラスに転校して来た謎の少年。転校時には本名である「カイン・マイルズ」を名乗っていた。「ミスト」の事件で襲われたあやめを助けている。
その正体はFHマスターレイスで、コードウェル博士の配下たる恐るべき子供達の一人。元々はコウ同様"ドクター"の実験体だったが、「失敗作」と断じられたためコウと共に遺棄された。その後コードウェル博士に保護され、現在に至っている。
自身が捨てられた絶望から、今在る世界の「裏切りの連鎖」をなくすため、アダムの力で新たな世界を創造することを目論んだ。そのための最後の鍵としてあやめを求め、オーヴァードとして覚醒させるために"ランペイジ"を嗾け、力を高めるために賢者の石を与える（これは失敗した）など、様々な手を打って来た。
当のあやめが拒絶したためにしばらくは静観の構えを取っていたが、"ドクター"が動き出したタイミングで行動を開始。6人の子供達を抹殺してアダムに変換し、その力を得ることに成功。あやめを手に入れるために綾間市を破壊しにかかるが、「裏切りの連鎖」を否定する方法を見つけたコウによって倒される。散り際に自分と同じ境遇にあるだろう者達を思い、空に還って行った。
ちなみに、「彷徨のグングニル」収録のリプレイ「Rabid Dog crying」にもNPCとして登場している。

### ノン・プレイヤー・キャラクター（一般人）
紫倉千鳥（しくら ちどり）
綾間市の高校に通う女子高生で、自他共に認めるあやめの親友。
快活で凛々しい性格で、運動が得意なアクティブな少女。あやめにとっての「日常」の象徴でもあり、彼女がジャーム化せずに事態を乗り切れたのは千鳥の存在に寄る所も大きい。Episode 01でのあやめの爆弾発言を受けて以降は彼女とコウとの間柄を恋愛関係だと思っている。なお、NPCではあるが、登場した場面の大半で神月のプレイヤーである師走が演じていた。
敷島巧巳（しきしま たくみ）
あやめの兄。消防士として働いている。両親が亡くなって後、一人であやめを育てて来た。そのためかややシスコン気味。責任感の強い性格をしている。Episode 08で図らずも世界の真実を知ったため、事件後は綾間市支部の協力者として登録されている。
九陽文子（くよう ふみこ）
ジャーナリスト。「真実を追求すること」を己の正義と定めている。そのため、過去に組んでいた神月に対しては「真実を捻じ曲げた」という認識を持ち、敵意を抱いている。
Episode 05で荒吹病院の失踪事件を調べている最中に虎之助に襲われ、以後狙われていた。その後、事態を知った神月達綾間市支部に保護され、世界の真実を知ったことで和解。しかし、知った真実は公表するというスタンスを最後まで崩さなかったため、記憶処理を受けて神月のことさえも忘れ去ることとなった。Episode 08ではレポーターとして登場。

## 書誌情報
ダブルクロス The 3rd Edition リプレイ・ジェネシス1 放課後のアルテミス
第1巻。Episode 01「焔の出会い～Blaze encount～」、Episode 02「悪魔の霧～Devil's Mist～」を掲載。
ISBN 978-4-8291-4559-3
ダブルクロス The 3rd Edition リプレイ・ジェネシス2 日常のボーダーライン
第2巻。Episode 03「忍び寄る影～Creeping Shadow～」、Episode 04「閉ざされる世界～Enclosed World～」を掲載。
ISBN 978-4-8291-4568-5
ダブルクロス The 3rd Edition リプレイ・ジェネシス3 断罪のジャスティス
第3巻。Episode 05「追憶の交差点～Recollection Crossroad～」、 Episode 06「恐るべき子供たち～Enfacts　Terribles～」を掲載。
ISBN 978-4-8291-4578-4
ダブルクロス The 3rd Edition リプレイ・ジェネシス4 創生のメモリアル
第4巻。Episode 07「残酷な運命～Cruel destiny～」、 Episode 08「始まりの日～The Beginning day～」を掲載。
ISBN 978-4-8291-4588-3